# Heavy Gauge
Heavy Gauge è il sesto album in studio del gruppo rock giapponese Glay, pubblicato nel 1999.

## Tracce
1. Heavy Gauge - 6:52
2. Fatsounds - 3:50
3. Survival - 4:24
4. Koko Dewanai, Dokoka e (ここではない、どこかへ?)  - 5:49
5. Happiness - 5:51
6. Summer FM - 5:11
7. Level Devil - 5:06
8. Be with You - 5:10
9. Winter, Again - 5:14
10. Will Be King - 7:30
11. Ikigai (生きがい?) - 5:57
12. Savile Row -Savile Row 3 Address- (Savile Row ～サヴィル ロウ 3番地～?) - 4:35